# Le Griffon (série télévisée)
Pour les articles homonymes, voir Le Griffon.
Le Griffon (Der Greif) est une mini-série allemande en six épisodes de 50 à 69 minutes créée par Sebastian Marka et Erol Yesilkaya  et mise en ligne le 26 mai 2023 sur Prime Video. La série est inspirée du best-seller du même nom, Der Greif de Wolfgang et Heike Hohlbein,,.

## Synopsis
La série se situe en 1994 dans la petite ville de Kefelden. Mark, 16 ans, tient un magasin de disque avec son frère Thomas et leur ami Memo. Il se rapproche rapidement de Becky, qui vient d’emménager en ville.
Pour son anniversaire, Thomas offre à Mark un livre, la chronique, qui est transmise depuis des siècles par les hommes de la famille à leurs fils. La Chronique décrit un monde fantastique, la Tour Noire, dominé par le Griffon. 
Lorsque Thomas rejoint la Tour Noire et y est kidnappé par des cornus, monstres de pierre au service du Griffon, Mark décide de le sauver avec l’aide de Memo .

## Distribution
- Jeremias Meyer (VF : Julien Crampon) : Mark
  - Michel Hoppe : Mark jeune
- Zoran Pingel (de) (VF : Arthur Pestel) : Memo
- Lea Drinda (de) (VF : Lila Lacombe) : Becky
- Theo Trebs (de) (VF : Gauthier Battoue) : Thomas
  - Louis Wagenbrenner : Thomas jeune
- Sabine Timoteo (VF : Barbara Delsol) : Petra, la mère de Mark et Thomas
- Golo Euler (de) (VF : Marc Arnaud) : Karl, le père de Mark et Thomas
- Armin Rohde (VF : Jacques Bouanich) : le commissaire Bräker
- Thorsten Merten (de) (VF : Arnaud Bedouët) : Dr Jorg Peters
- Samirah Breuer : Maya
- Flora Thiemann (de) (VF : Emmylou Homs) : Sara
- Yuri Völsch (de) (VF : Aurélien Raynal) : Ben
- Sebi Jaeger (de) :  Demia
- Fabian Busch (de) :  Koteas
- Paul Schröder : Yezarial

 Source et légende : version française (VF) sur RS Doublage

## Liste des  épisodes
1. Pour les mauvais jours (Gegen schlechte Zeiten)
2. Pas mon problème (Nicht meine Baustelle)
3. T'es un superhéros, mec ! (F***ing Superheld )
4. À l'aise Blaise (Easy Peasy)
5. Il est prêt (Er ist bereit)
6. Éprouve ta haine (Spür den Hass!)